# ŽKK Mladi Krajišnik
Ženski košarkaški klub Mladi Krajišnik, auch bekannt als ŽKK Mladi Krajišnik (serbisch: Женски кошаркашки клуб Млади Крајишник), ist ein professioneller Frauen-Basketballverein mit Sitz in Banja Luka, Republika Srpska, Bosnien und Herzegowina. Der 1963 gegründete Verein nahm 1964 erstmals an der Ersten Jugoslawischen Liga teil. Seine Heimspiele trägt der Klub in der Sporthalle Obilićevo aus, die eine Kapazität von 800 Zuschauern bietet. Er gilt als der erfolgreichste Basketballverein der Republika Srpska und nimmt derzeit an der Meisterschaft von Bosnien und Herzegowina teil. Bekannt ist das Team unter dem Spitznamen „Die Kleinen“ (Malene).
Zu den Trophäen des Vereins zählen 19 Pokal- und neun Meistertitel der Republika Srpska sowie vier Meisterschaften und vier Pokalsiege auf gesamtstaatlicher Ebene in Bosnien und Herzegowina. In den Jahren 1996 und 1997 wurde der Verein zum besten Sportklub der Republika Srpska gewählt und zudem sechsmal als beste Mannschaft von Banja Luka ausgezeichnet. Auf europäischer Ebene nahm der Klub am Ronchetti Cup, am EuroCup Women sowie an der Adriatische Frauen-Basketballliga (WABA) teil.

## Geschichte
Der Verein ŽKK Mladi Krajišnik wurde am 25. Mai 1963 gegründet. Im folgenden Jahr trat er der Ersten Liga Jugoslawiens bei, aus der er bis 1972 dreimal abstieg. Zwischen 1974 und 1991 spielte der Klub ununterbrochen in der Ersten Liga der Sozialistische Föderative Republik Jugoslawien. Anschließend nahm er von 1992 bis 1995 an der Ersten Liga der Bundesrepublik Jugoslawien teil, stieg jedoch im selben Jahr in die Erste Liga B ab. 1997 kehrte der Verein in die höchste Spielklasse zurück und erreichte in derselben Saison die Vizemeisterschaft Jugoslawiens. Bis 1999 war ŽKK Mladi Krajišnik Teilnehmer an der jugoslawischen Meisterschaft. Der Klub ist neben Roter Stern der einzige Verein, der seinen Erstliga-Status in Jugoslawien über einen so langen Zeitraum halten konnte.
Seit 1993 nimmt ŽKK Mladi Krajišnik an der Meisterschaft der Republika Srpska teil, wo der Verein mit neun aufeinanderfolgenden Titeln dominierte. Ab der Saison 1999/2000 trat er in der gemeinsamen Meisterschaft von Bosnien und Herzegowina an und wurde gleich im ersten Jahr Landesmeister. In den folgenden Jahrzehnten etablierte sich der Klub als eine der erfolgreichsten Frauenbasketballinstitutionen des Landes und errang innerhalb von 25 Jahren insgesamt 35 Trophäen.

## Namen
- 1964–1985 Mladi krajišnik
- 1985–1988 Krajina Auto Mladi Krajišnik
- 1988–1992 Krajina Auto
- 1997–1998 Port Mladi Krajišnik

## Erfolge
Meisterschaft der Bundesrepublik Jugoslawien
- vizemeister (1): 1997–1998

Meisterschaft von Bosnien und Herzegowina
- meister (4): 1999–2000, 2000–2001, 2010–2011, 2012–2013

Pokal Bosnien und Herzegowina
- meister (4): 2000, 2007, 2008, 2012

Meisterschaft der Republika Srpska
- meister (9): 1992–1993, 1993–1994, 1994–1995, 1995–1996, 1996–1997, 1997–1998, 1998–1999, 1999–2000, 2000–2001

Pokal der Republika Srpska
- meister (19): 1993, 1994, 1995, 1996, 1997, 1998, 1999, 2000, 2003, 2005, 2006, 2007, 2008, 2009, 2010, 2011, 2012, 2013, 2014

WABA
- Teilnehmer am Final Four (1): 2009-10

## Bemerkenswerte Spielerinnen
| - Mersada Bećirspahić - Velinka Bošnjak - Milica Deura - Irena Vrančić - Ivona Bogoje - Marijana Bušljeta | - Mirjana Kovčo - Biljana Pavićević - Anđelija Arbutina - Jadranka Ćosić - Saša Čađo - Slađana Golić | - Gordana Janjić - Ana Joković - Lara Mandić - Marina Marković - Smilja Rađenović | - Snežana Šipka - Lena Trajkovski - Daliborka Vilipić - Sanda Vuković - Dragoslava Žakula |